# Sinodolichos oxyphyllus
Sinodolichos oxyphyllus är en ärtväxtart som först beskrevs av George Bentham, och fick sitt nu gällande namn av Frans Verdoorn. Sinodolichos oxyphyllus ingår i släktet Sinodolichos och familjen ärtväxter. Inga underarter finns listade i Catalogue of Life.